# Districtul St. Veit an der Glan
Districtul St. Veit an der Glan este district din landul Kärnten în sudul Austriei.

## Orașe cu localitățile aparținătoare
Districtul cuprinde 4 orașe, 20 de comune și 9 târguri:

### Orașe
- Althofen (4.732)
  - Aich, Althofen, Eberdorf, Epritz, Krumfelden, Muraniberg, Rabenstein, Rain, Töscheldorf, Treibach
- Friesach (5.462)
  - Dobritsch, Dobritsch, Dörfl, Engelsdorf, Friesach, Gaisberg, Grafendorf, Guldendorf, Gundersdorf, Gunzenberg, Gwerz, Harold, Hartmannsdorf, Hundsdorf, Ingolsthal, Judendorf, Kräuping, Leimersberg, Mayerhofen, Moserwinkl, Oberdorf I, Oberdorf II, Olsa, Pabenberg, Reisenberg, Roßbach, Sattelbogen, Schratzbach, Schwall, Silbermann, St. Johann, St. Salvator, St. Stefan, Staudachhof, Stegsdorf, Timrian, Wagendorf, Wels, Wiegen, Wiesen, Zeltschach, Zeltschachberg, Zienitzen, Zmuck
- St. Veit an der Glan (12.839)
  - Affelsdorf, Aich, Altglandorf, Arndorf, Baardorf, Baiersdorf, Beintratten, Blintendorf, Dellach, Draschelbach, Eberdorf, Galling, Gersdorf, Glandorf (Kärnten), Holz, Hörzendorf, Karlsberg, Karnberg, Launsdorf, Lebmach, Mairist, Milbersdorf, Muraunberg, Niederdorf, Pflugern, Pörtschach am Berg, Preilitz, Projern, Radweg, Raggasaal, Ritzendorf, St. Andrä, St. Donat, St. Veit an der Glan, Streimberg, Tanzenberg, Ulrichsberg, Unterbergen, Untermühlbach, Unterwuhr, Wainz
- Straßburg (2.335)
  - Bachl, Buldorf, Dielach, Dobersberg, Dörfl, Drahtzug, Edling, Gassarest, Glabötsch, Gruschitz, Gundersdorf, Hackl, Hausdorf, Herd, Hohenfeld, Höllein, Kraßnitz, Kreuth, Kreuzen, Kulmitzen, Langwiesen, Lees, Lieding, Machuli, Mannsdorf, Mellach, Mitterdorf, Moschitz, Olschnitz, Olschnitz-Lind, Olschnögg, Pabenberg, Pöckstein-Zwischenwässern, Pölling, Ratschach, Schattseite, Schmaritzen, Schneßnitz, St. Georgen, St. Jakob, St. Johann, St. Magdalen, St. Peter, Straßburg-Stadt, Unteraich, Unterfarcha, Unterrain, Wildbach, Wilpling, Winklern

### Târguri
- Brückl (3.110)
  - Brückl, Christofberg, Eppersdorf, Hart, Hausdorf, Johannserberg, Krainberg, Krobathen, Labegg, Michaelerberg, Oberkrähwald, Ochsendorf, Pirkach, Salchendorf, Schmieddorf, Selesen, St. Filippen, St. Filippen, St. Gregorn, St. Ulrich am Johannserberg, Tschutta
- Eberstein (1.505)
  - Baumgarten, Eberstein, Gutschen, Hochfeistritz, Kaltenberg, Kulm, Mirnig, Rüggen, St. Oswald, St. Walburgen
- Gurk (1.311)
  - Dörfl, Finsterdorf, Föbing, Gassarest, Glanz, Gruska, Gurk, Gwadnitz, Hundsdorf, Kreuzberg, Krön, Masternitzen, Niederdorf, Pisweg, Ranitz, Reichenhaus, Straßa, Sutsch, Zabersdorf, Zedl, Zedroß, Zeltschach
- Guttaring (1.565)
  - Baierberg, Dachberg, Deinsberg, Dobritsch, Gobertal, Guttaring, Guttaringberg, Höffern, Höffern, Hollersberg, Maria Hilf, Oberstranach, Rabachboden, Ratteingraben, Schalkendorf, Schelmberg, Schrottenbach, Sonnberg, St. Gertruden, Übersberg, Urtl, Urtlgraben, Verlosnitz, Waitschach, Weindorf
- Hüttenberg (1.804)
  - Andreaskreuz, Gobertal, Gossen, Heft, Hinterberg, Hüttenberg, Hüttenberg Land, Jouschitzen, Knappenberg, Lichtegg, Lölling Graben, Lölling Schattseite, Lölling Sonnseite, Obersemlach, Semlach, St. Johann am Pressen, St. Martin am Silberberg, Stranach, Unterwald, Waitschach, Zosen
- Klein St. Paul (2.195)
  - Buch, Drattrum, Dullberg, Filfing, Grünburg, Katschniggraben, Kirchberg, Kitschdorf, Klein St. Paul, Maria Hilf, Mösel, Müllergraben, Oberwietingberg, Prailing, Prailing, Raffelsdorf, Sittenberg, Unterwietingberg, Wietersdorf, Wietersdorf, Wieting
- Liebenfels (3.273)
  - Bärndorf, Beißendorf, Eggen I, Eggen II, Freundsam, Gasmai, Glantschach, Gößeberg, Graben, Gradenegg, Grassendorf, Grund, Hardegg, Hart, Hoch-Liebenfels, Hohenstein, Kraindorf, Kulm, Ladein, Lebmach, Liebenfels, Liemberg, Lorberhof, Mailsberg, Metschach, Miedling, Moos, Pflausach, Pflugern, Pulst, Puppitsch, Radelsdorf, Rasting, Reidenau, Rohnsdorf, Rosenbichl, Sörg, Sörgerberg, St. Leonhard, Tschadam, Waggendorf, Wasai, Weitensfeld, Woitsch, Zmuln, Zojach, Zwattendorf, Zweikirchen
- Metnitz (2.450)
  - Auen, Feistritz, Felfernigthal, Grades, Klachl, Laßnitz, Maria Höfl, Marienheim, Metnitz, Mödring, Oberalpe, Oberhof Schattseite, Oberhof Sonnseite, Preining, Schnatten, Schwarzenbach, Teichl, Unteralpe, Vellach, Wöbring, Zanitzberg, Zwatzhof
- Weitensfeld im Gurktal (2.474)
  - Ading, Aich, Altenmarkt, Bach (Zweinitz), Braunsberg, Brunn (Zweinitz), Dalling, Dielach, Dolz, Edling, Engelsdorf, Grabenig, Grua, Hafendorf, Hardernitzen, Hundsdorf, Kaindorf, Kleinglödnitz, Kötschendorf, Kraßnitz, Lind, Massanig, Mödring, Mödritsch, Nassing, Niederwurz, Oberort, Planitz, Psein, Reinsberg, Sadin, St. Andrä, Steindorf, Traming, Tschriet, Weitensfeld, Wullroß, Wurz, Zammelsberg, Zauchwinkel, Zweinitz

### Comune
- Deutsch-Griffen (1.023)
  - Albern, Arlsdorf, Bach, Bischofsberg, Brunn, Deutsch Griffen, Faulwinkel, Gantschach, Göschelsberg, Graben, Gray, Hintereggen, Hochrindl, Leßnitz, Meisenberg, Messaneggen, Mitteregg, Oberlamm, Pesseneggen, Ratzendorf, Rauscheggen, Sand, Spitzwiesen, Tanzenberg, Unterlamm
- Frauenstein (3.528)
  - Dörfl, Grasdorf, Kraig, Leiten, Obermühlbach, Pfannhof, Steinbichl und Schaumboden
- Glödnitz (1.004)
  - Altenmarkt, Bach, Brenitz, Eden, Flattnitz, Glödnitz, Grai, Hohenwurz, Jauernig, Kleinglödnitz, Laas, Lassenberg, Moos, Rain, Schattseite, Torf, Tschröschen, Weißberg, Zauchwinkel
- Kappel am Krappfeld (2.107)
  - Boden, Dobranberg, Dürnfeld, Edling, Freiendorf, Garzern, Gasselhof, Geiselsdorf, Gölsach, Grillberg, Gutschen, Haide, Haidkirchen, Kappel am Krappfeld, Krasta, Krasta, Landbrücken, Latschach, Lind, Mannsberg, Mauer, Möriach, Muschk, Oberbruckendorf, Passering, Pölling, Poppenhof, Rattenberg, Schöttlhof, Silberegg, St. Florian, St. Klementen, St. Martin am Krappfeld, St. Willibald, Unterbergen, Unterpassering, Unterstein, Windisch, Zeindorf
- Micheldorf (1.201)
  - Gasteige, Gaudritz, Gulitzen, Hirt, Lorenzenberg, Micheldorf, Ostrog, Ruhsdorf, Schödendorf, Schödendorf
- Mölbling (1.273)
  - Bergwerksgraben, Breitenstein, Brugga, Dielach, Drasenberg, Eixendorf, Gaming, Gerach, Gratschitz, Gunzenberg, Kogl, Mail, Meiselding, Mölbling, Pirka, Rabing, Rastenfeld, Ringberg, St. Kosmas, St. Stefan am Krappfeld, Stein, Stein, Stoberdorf, Straganz, Treffling, Tschatschg, Unterbergen, Unterdeka, Wattein, Welsbach
- St. Georgen am Längsee (3.551)
  - Bernaich, Dellach, Drasendorf, Fiming, Fiming, Garzern, Goggerwenig, Gösseling, Hochosterwitz, Kreutern, Krottendorf, Labon, Launsdorf, Maigern, Mail-Süd, Niederosterwitz, Pirkfeld, Podeblach, Pölling, Rain, Reipersdorf, Rottenstein, Scheifling, Siebenaich, St. Georgen am Längsee, St. Martin, St. Peter, St. Sebastian, Stammerdorf, Taggenbrunn, Thalsdorf, Töplach, Tschirnig, Unterbruckendorf, Unterlatschach, Weindorf, Wiendorf, Wolschart